# Паникале
Паникале (итал. Panicale) је насеље у Италији у округу Перуђа, региону Умбрија.
Према процени из 2011. у насељу је живело 510 становника. Насеље се налази на надморској висини од 409 м.

## Становништво
Према резултатима пописа становништва 2011. у општини је живело 5.734 становника.
| 1931. | 1936. | 1951. | 1961. | 1971. | 1981. | 1991. | 2001. | 2011. |
| ----- | ----- | ----- | ----- | ----- | ----- | ----- | ----- | ----- |
| 6.050 | 5.809 | 6.224 | 5.663 | 5.050 | 5.051 | 5.185 | 5.335 | 5.734 |

## Партнерски градови
- La Verrière